# Ньюпорт (Род-Айленд)
Нью́порт (англ. Newport) — город, центр одноимённого округа штата Род-Айленд. Расположен на острове Род-Айленд, примерно в 48 км южнее столицы штата, города Провиденс. В настоящее время представляет собой популярное место летнего отдыха, славится также своими виллами, известными как Мансионы Ньюпорта. В Ньюпорте находится католический университет Солв Реджайна и база ВМС США, на которой находятся центр тренировки, морское училище и база подводных лодок. Президенты Эйзенхауэр и Кеннеди использовали Ньюпорт в качестве одной из летних резиденций. 14-й по количеству жителей город в штате.

## История

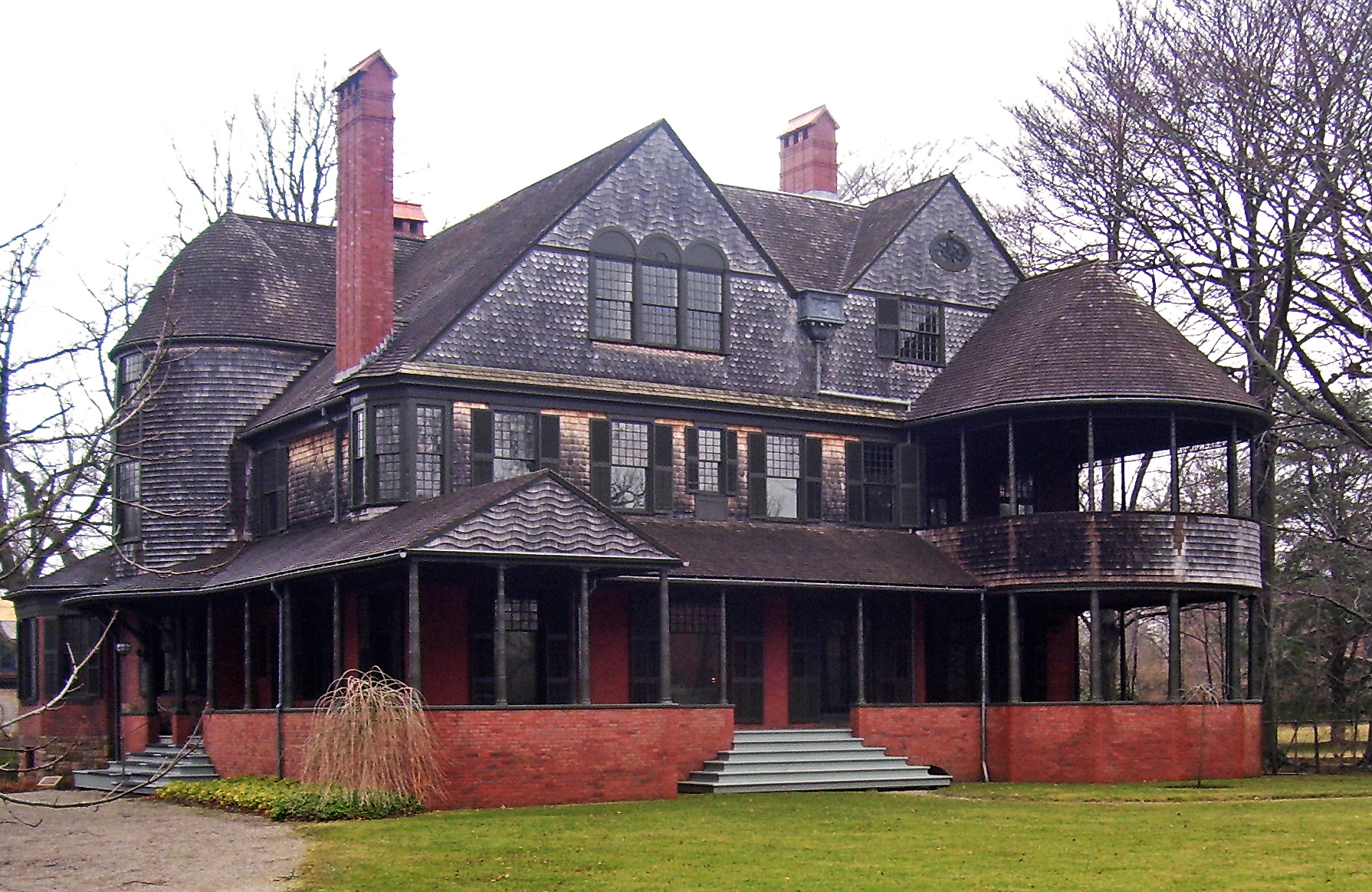
Дом Айзека Белла, Ньюпорт

### Колониальный период
Ньюпорт был основан в 1639 году восемью жителями Портсмута (Николас Истон, Уильям Коддингтон, Джон Кларк, Джон Коггешелл, Уильям Брентон, Джереми Кларк, Томас Хейзерд и Хенри Булл), оставившими город из-за разногласий с проповедником Энн Хатчинсон и её последователями. В соответствии с соглашением, Коддингтон со своими сторонниками поселились в южной части острова. В скором времени к ним присоединился Истон, изгнанный перед этим из Массачусетса за ересь. Поселение быстро выросло и стало самым крупным из четырёх старейших городов Род-Айленда. Многие из первых колонистов Ньюпорта приняли баптизм, и в 1640 году Джон Кларк основал здесь вторую в Род-Айленде баптистскую конгрегацию.
Коддингтон был авторитарным правителем, что привело к формированию в 1650 году оппозиции во главе с Николасом Истоном. С этого времени соперничество фракций Коддингтона и Истона определяло политику Ньюпорта во второй половине XVII века. В тот период Ньюпорт быстро рос и стал важнейшим в колониальном Род-Айленде портом. В 1640 году здесь была открыта общественная школа. В 1658 году группа евреев, бежавших от преследований инквизиции в Испании и Португалии, получила разрешение поселиться в Ньюпорте. Еврейская община Ньюпорта является второй старейшей еврейской общиной США, а синагога Тоуро в Ньюпорте — первой в США. В это же время в Ньюпорте поселились в большом количестве квакеры. Построенный в 1699 году их дом собраний является старейшим в Род-Айленде. В 1727 году Джеймс Франклин, брат Бенджамина Франклина, открыл в Ньюпорте типографию, а в 1732 году начал издавать первую газету города, «Gazette». В 1758 году его сын Джеймс начал издавать еженедельную газету «Mercury». На протяжении всего XVIII века в Ньюпорте выпускалась знаменитая мебель фирмы «Годдард и Таунсенд».

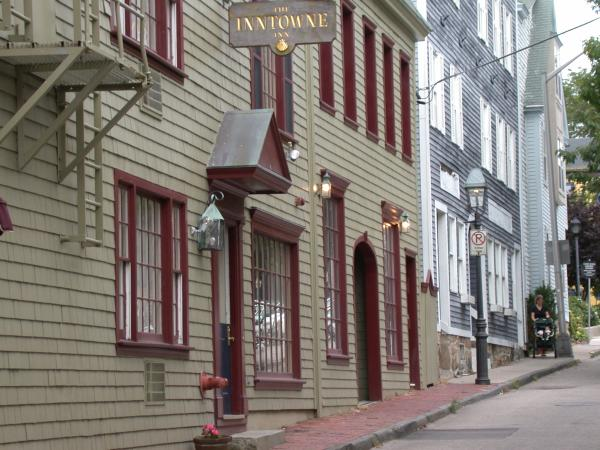
Дома в историческом центре Ньюпорта

В конце XVII и начале XVIII веков Ньюпорт был крупнейшим центром пиратства, причём в качестве базы использовался таким количеством пиратов, что Лондонская торговая палата вынуждена была написать официальную жалобу английскому правительству. Самым знаменитым пиратом Ньюпорта был Томас Тью, получивший прозвище Род-Айлендский Пират. Тью был чрезвычайно популярен у жителей города. Сообщают, что однажды, когда он возвратился из набега, почти весь город вышел его приветствовать.
В 1720-х годах правление колоний под нажимом правительства Великобритании арестовало многих ньюпортских пиратов, некоторые из них были повешены и похоронены на острове Гоут-Айленд.
В колониальный период Ньюпорт также был центром работорговли в Новой Англии, на чём многие жители сделали себе состояние. Местом проведения аукционов рабов был Старый кирпичный рынок.

### Война за независимость
Во время Войны за независимость Ньюпорт был местом бурной активности как сторонников независимости, так и лоялистов. Один из подписавших Декларацию независимости, Уильям Эллери, был жителем города. Позднее он служил в Военно-морском комитете США.

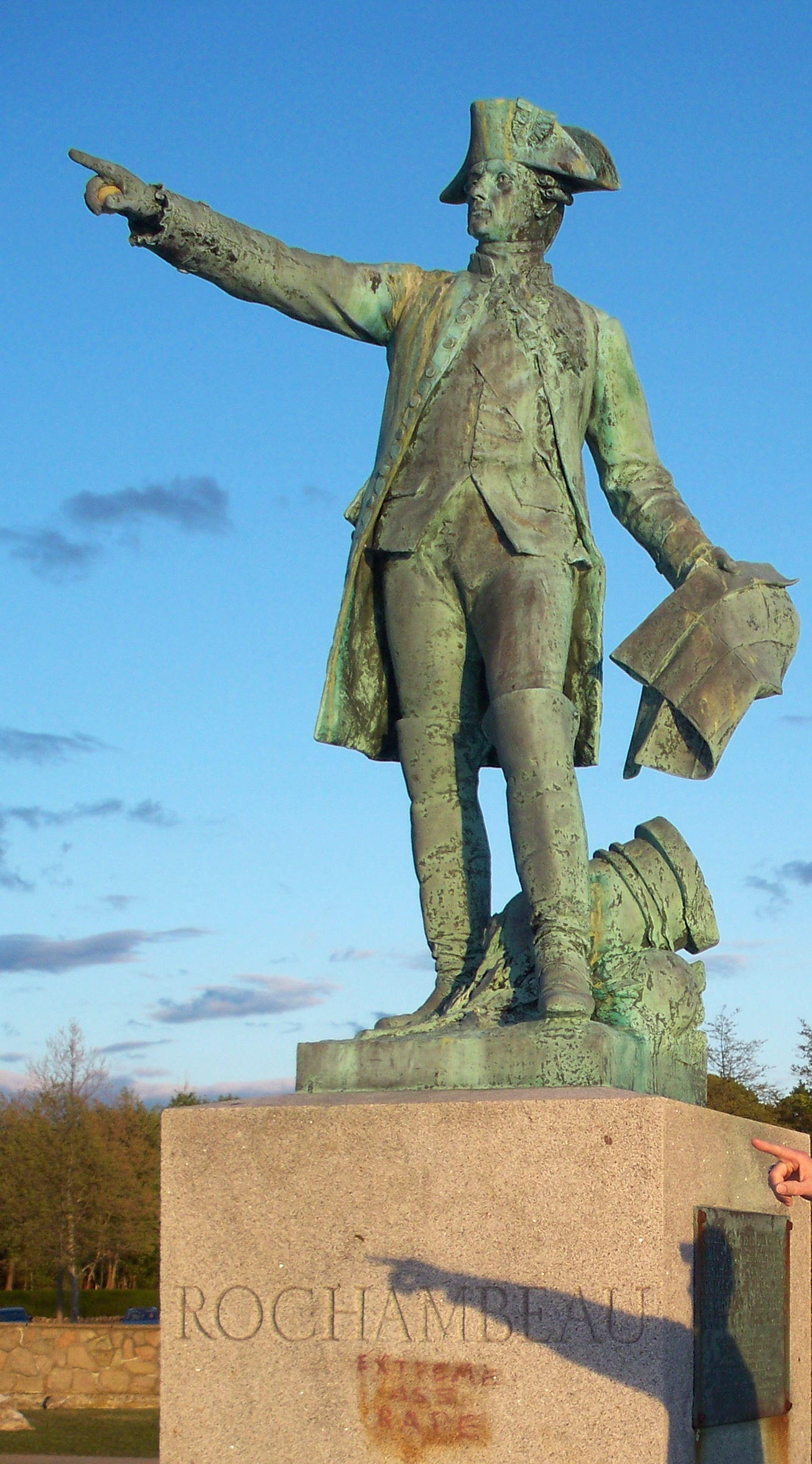
Памятник Жану Рошамбо

Зимой 1775/1776 годов, Законодательное собрание Род-Айленда назначило генерала ополченцев Уильяма Уэста ответственным за искоренение лоялистов в Ньюпорте, и несколько известных людей, таких как Джозеф Вонтон (бывший губернатор штата) и Томас Вернон (крупнейший землевладелец Род-Айленда) были сосланы в северную часть штата. Осенью 1776 года англичане, опасаясь, что Ньюпорт может быть использован в качестве военно-морской базы мятежников при атаке на Нью-Йорк (который они занимали в последнее время), захватили город. Население Ньюпорта было разделено в политическом отношении, и многие из поддерживавших идею независимости покинули город. В течение следующих трех лет Ньюпорт оставался под британским контролем.
Летом 1778 года американцы начали кампанию, известную как «Штурм Род-Айленда». Это была первая совместная операция американских и французских сил после подписания союзного договора. Американцы, базировавшиеся в Тивертоне (маленьком городке к северо-востоку от Ньюпорта), планировали начать осаду города. Французы, настаивавшие на немедленном штурме, отказались принять участие в осаде. Это ослабило позиции США и британские силы смогли изгнать американцев с острова. В следующем году англичане, желая сосредоточить свои силы в Нью-Йорке, оставили Ньюпорт.
10 июля 1780 года французская экспедиция, отправленная королём Людовиком XVI под командованием Жана Рошамбо, прибыла в Ньюпорт в составе 450 офицеров и 5300 солдат. До конца войны Ньюпорт был базой французских сил в США. В июле 1781 года Рошамбо наконец смог оставить Ньюпорт, чтобы начать решающий поход на Йорктаун вместе с генералом Джорджем Вашингтоном. Первая католическая месса в Род-Айленде была проведена в Ньюпорте в то время, когда город был занят французами. Памятник Жану Рошамбо в Королевском парке на Веллингтон-авеню у гавани отмечает его вклад в Войну за независимость и в историю Ньюпорта.
К моменту окончания войны (1783) население Ньюпорта упало с более чем 9000 (по переписи 1774) до менее чем 4000 человек. Более 200 заброшенных зданий были снесены в 1780-х годах. Кроме того, война разрушила экономическое благосостояние города, так как годы военной оккупации закрыли Ньюпорт для внешней торговли. Многие купцы уехали в Провиденс, Бостон и Нью-Йорк.
В 1791 году Генеральная Ассамблея Род-Айленда, действуя под давлением торговых кругов Провиденса, проголосовала за ратификацию Конституции и Род-Айленд стал 13-м штатом в составе США.
Город является местом захоронения коммодора Оливера Перри, родиной коммодора Мэтью Пэрри и преподобного Уильяма Эллери Чаннинга.

### XIX и XX века
Начиная с середины XIX века, богатые южные плантаторы, стремясь спастись от жары, начали строить в Ньюпорте летние особняки. Чуть позже их примеру последовали и богатые янки, большинство из которых сделали своё состояние на торговле с Китаем.

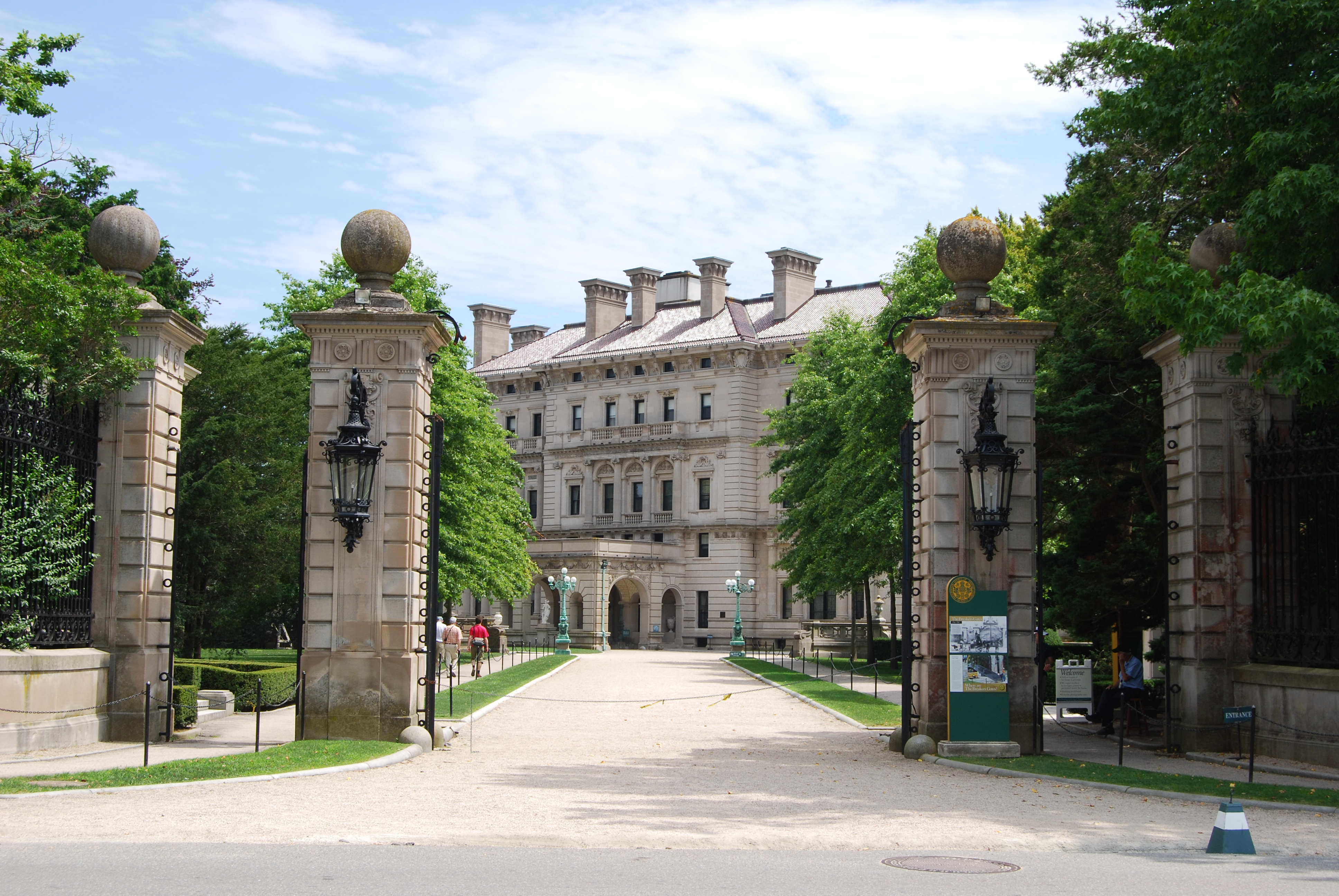
Особняк семьи Вандербильтов

На рубеже XX века многие из богатейших семей страны проводили лето в Ньюпорте, в том числе Вандербильты, Асторы и Вайденеры, которыми были построены огромные роскошные особняки. Многие дома были спроектированы нью-йоркским архитектором Ричардом Хантом, который сам имел дом в Ньюпорте. Жизнь Ньюпорта тех лет ярко описана в романе Эдит Уортон «Эпоха невинности». Сегодня многие особняки продолжают оставаться в частном владении. Часть из них открыта для туристов.
В середине XIX века город привлёк большое количество ирландских иммигрантов. Южная часть города была ирландским районом на протяжении многих поколений. И в наше время День Святого Патрика является важным праздником в Ньюпорте. В XX веке в городе стали селиться иммигранты из Португалии и Карибского бассейна, ещё больше увеличив культурное разнообразие Ньюпорта.
Пережив тяжёлый экономический спад во второй половине XX века из-за закрытия значительного количества объектов ВМС США, дававших работу местным жителям и налоговые поступления городскому бюджету, к концу века Ньюпорт смог восстановиться, сделав ставку на привлечение туристов. На сегодняшний день именно туризм является основой экономики города.

## География

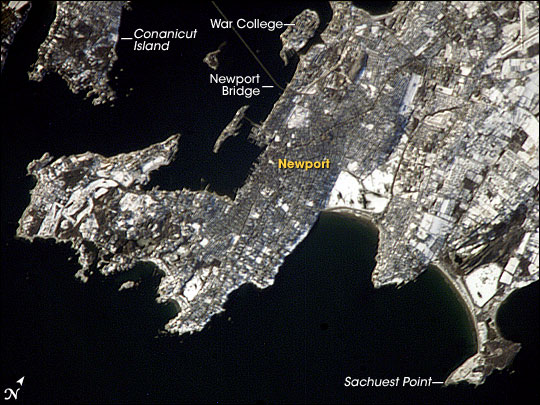
Космический снимок Ньюпорта

### Географические сведения
Ньюпорт — крупнейший город на острове Акиднек в Нарангансетском заливе. Общая площадь города составляет 29,7 км², из которых 20,6 км² приходится на сушу и 9.2 км² (30.86 %) на воду. Ньюпорт соединён Ньюпортским мостом (англ. Claiborne Pell Newport Bridge), самым длинным подвесным мостом в Новой Англии, с соседним островом Конаникут и далее с материком.

### Климат
Климат Ньюпорта — умеренно континентальный с чертами морского, для него характерны тёплое лето, холодная зима и повышенная влажность круглый год. Благодаря островному расположению и влиянию Атлантики климат в городе мягче, чем в областях штата, расположенных в глубине континента.
| Показатель                    | Янв. | Фев. | Март | Апр. | Май  | Июнь | Июль | Авг. | Сен. | Окт. | Нояб. | Дек. | Год  |
| ----------------------------- | ---- | ---- | ---- | ---- | ---- | ---- | ---- | ---- | ---- | ---- | ----- | ---- | ---- |
| Средний суточный максимум, °C | 4,0  | 6,0  | 9,0  | 16,0 | 21,0 | 26,0 | 28,0 | 28,0 | 24,0 | 18,0 | 13,0  | 7,0  | 16,7 |
| Средняя температура, °C       | −0,5 | 0,5  | 4,0  | 10,0 | 15,0 | 20,0 | 23,0 | 23,0 | 19,0 | 13,5 | 8,0   | 2,5  | 11,6 |
| Средний суточный минимум, °C  | −5   | −5   | −1   | 4,0  | 9,0  | 14,0 | 18,0 | 18,0 | 14,0 | 9,0  | 3,0   | −2   | 6,5  |
| Норма осадков, мм             | 107  | 90   | 115  | 109  | 89   | 79   | 77   | 94   | 91   | 94   | 113   | 110  | 1168 |
| Источник: The Weather Channel |      |      |      |      |      |      |      |      |      |      |       |      |      |

## Население
На 2010 год население составляло 24 672 человека, из них:
- Белые американцы — 84,1 %;
- Афроамериканцы — 7,8 %;
- Латиноамериканцы — 5,5 %.

Среднегодовой доход на душу населения 25 441 доллар США. Средний возраст жителей — 35 лет. Уровень преступности несколько выше среднего по США и почти в два раза выше среднего по Род-Айленду.

### Известные люди
- здесь родился художник Коттон, Уильям Генри (1880—1958);
- находясь на местной военно-морской базе 9 сентября 1957 года, 34-й Президент США Дуайт Эйзенхауэр подписал закон о гражданских правах.

## Культура и спорт
Ньюпорт обладает одной из самых высоких концентраций колониальных зданий в США. Исторический центр города состоит из деревянных домов XVII и XVIII века, многие из которых были отреставрированы в конце XX века на частные пожертвования. В результате колониальное наследие Ньюпорта хорошо сохранилось и хорошо документировано. Кроме колониальной архитектуры, Ньюпорт также знаменит виллами конца XIX века, отреставрированных на средства владельцев и некоммерческих организаций. Кроме центра города, они также находятся в районе Авеню Бельвю, примыкающем к скалистому берегу океана. Многие виллы открыты для экскурсионного посещения. Со стороны океана мимо вилл ведёт тропа, находящаяся в общественной собственности.

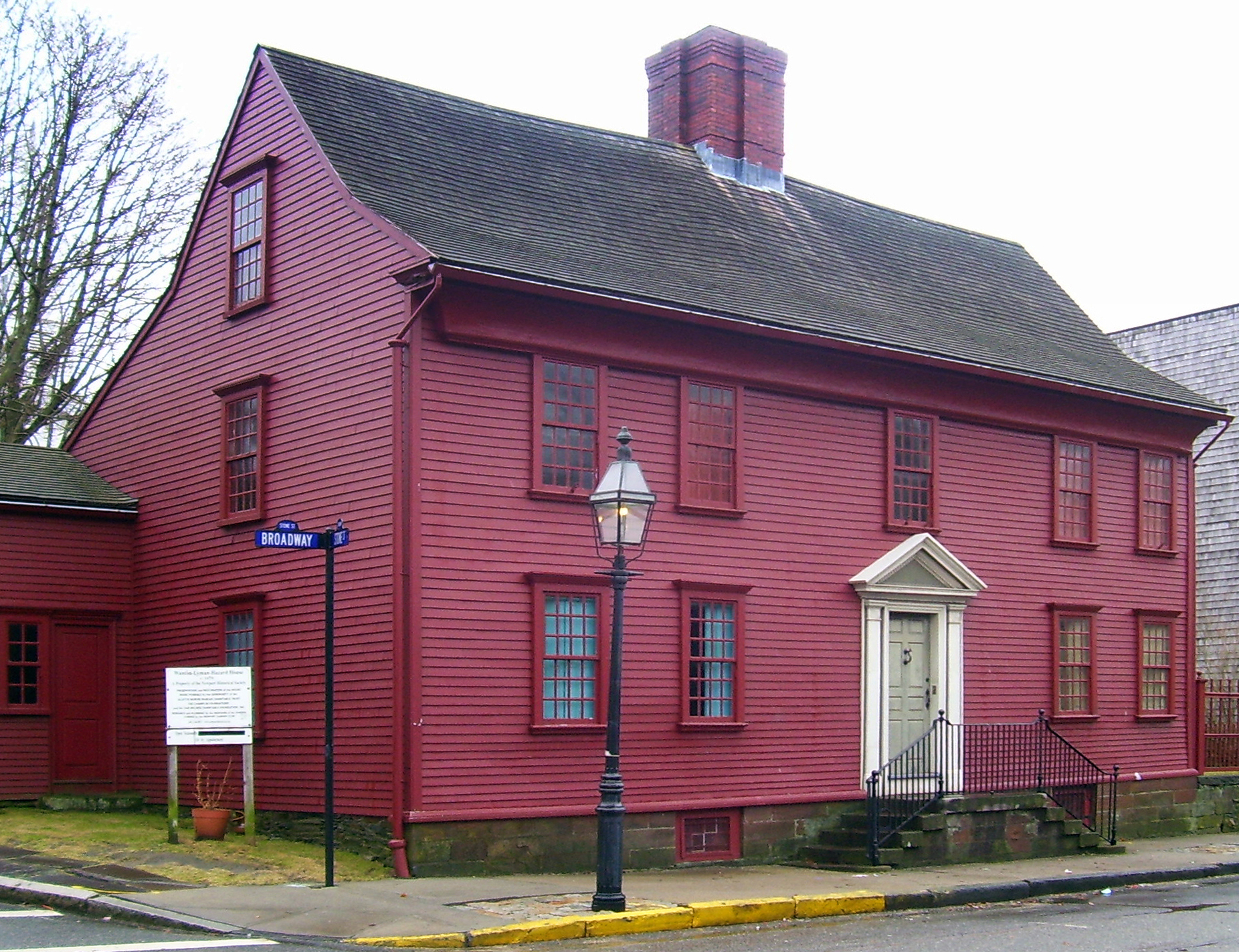
Дом Уонтона-Лаймана-Хейзарда

На Авеню Бельвю также находится Международный зал теннисной славы, на месте проведения первого Открытого чемпионата США по теннису в 1881 году. Здесь ежегодно проходит мужской турнир Зала славы Кэмпбелла, входящий в календарь Ассоциации теннисистов-профессионалов. Ньюпорт с трёх сторон окружён океаном, и известен как важнейший центр парусного спорта в США. Здесь проходят розыгрыши регаты Кубка Америки. В 1895 году в Ньюпорте прошли первые чемпионаты США по гольфу среди любителей и профессионалов.
В Ньюпорте также ежегодно проходит международный джазовый фестиваль, на который съезжаются лучшие джазовые исполнители мира, в том числе Джон Колтрейн, Уинтон Марсалис, Херби Хэнкок.

## В популярной культуре
Ньюпорт является местом действия в ситкоме «Другое время».